# Allergy, Asthma & Immunology Research
Allergy, Asthma & Immunology research is een internationaal, open access, aan collegiale toetsing onderworpen wetenschappelijk tijdschrift op het gebied van de allergieën en immunologie. De naam wordt in literatuurverwijzingen meestal afgekort tot Allergy. Asthma. Immunol. Res. Het tijdschrift is opgericht in 2009 en verschijnt tweemaandelijks. Het wordt uitgegeven door de Korean Academy of Asthma, Allergy and Clinical Immunology en de Korean Academy of Pediatric Allergy and Respiratory Disease.